# Etmopterus lucifer
Etmopterus lucifer är en hajart som beskrevs av Jordan och John Otterbein Snyder 1902. Etmopterus lucifer ingår i släktet Etmopterus och familjen lanternhajar. IUCN kategoriserar arten globalt som livskraftig. Inga underarter finns listade i Catalogue of Life.